# Нефтяное месторождение

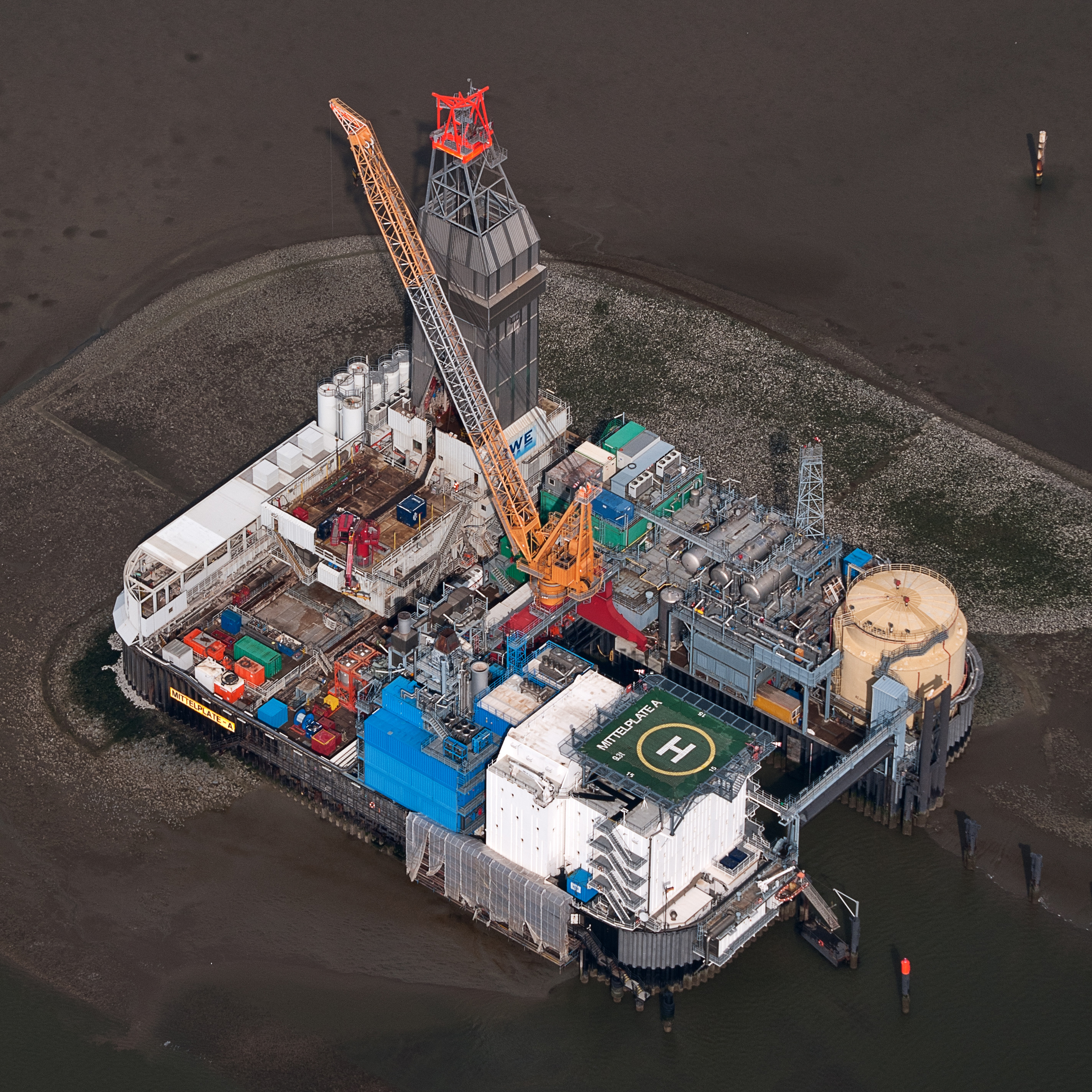
Крупнейшее нефтяное месторождение Германии в Миттельплате

Нефтяное месторождение — совокупность нескольких (иногда одной) залежей нефти на определённой территории. Обычно занимает несколько сотен километров, для добычи используются нефтяные скважины, которые строятся в процессе бурения.

## Классификация нефтяных месторождений
Нефтяные месторождении классифицируется на:
- мелкие — до 10 млн тонн нефти;
- средние — 10—100 млн тонн нефти (Кумколь, Верх-Тарское);
- крупное — 100—1000 млн тонн нефти (Каламкас, Пенглай, Правдинское, Статфьорд);
- крупнейшие (гигантские) — 1—5 млрд тонн нефти (Тенгиз, Ромашкино);
- Уникальные (супергигантские) — 5 млрд тонн нефти и более (Аль-Гавар, Большой Бурган, Эр-Румайла).

## Крупнейшие нефтяные месторождения мира по данным IEA
| номер | государства                           | месторождение                | год открытия | запасы (млрд т) |
| 1     | Флаг Саудовской Аравии                | Аль-Гавар                    | 1948         | 12              |
| 2     | Флаг Кувейта                          | Бурган                       | 1938         | 10              |
| 3     | Флаг Саудовской Аравии · Флаг Кувейта | Сафания-Хафджи               | 1951         | 6,5             |
| 4     | Флаг Ирака · Флаг Кувейта             | Эр-Румайла с Западной Курной | 1953         | 6,4             |
| 5     | Флаг Казахстана                       | Кашаган                      | 2000         | 4,8             |

## Крупнейшие нефтяные месторождения из битуминозных (нефтяных) песков
| номер | государства     | месторождение      | год открытия | запасы (млрд т) |
| 1     | Флаг Венесуэлы  | Ориноко            | 1938         | 70              |
| 2     | Флаг Канады     | Атабаска           | 1967         | 27,1            |
| 3     | Флаг Казахстана | Западный Казахстан |              | 6,8             |

## Крупнейшие нефтяные месторождения из горючих сланцев
| номер | государства   | месторождение | год открытия | запасы (млрд т) |
| 1     | Флаг США      | Грин-Ривер    |              | 34              |
| 2     | Флаг США      | Юта           | 1951         | 5,1             |
| 3     | Флаг ДР Конго | Конго         | 2008         | 0,4             |

## Список нефтяных месторождений
- Россия
- Казахстан

## Список нефтяных месторождений по странам
- Азербайджан
  - Азери-Чираг-Гюнешали
- Алжир
  - Хасси-Мессауд
- Бразилия
  - Кариока Сугар Лоаф
  - Марлим
  - Тупи
  - Уаху
- Венесуэла
  - Боливар
  - Тихуана
  - Бочакеро
  - Лагунилляс
  - Хунин
  - Карабобо
- Ирак
  - Румайла
  - Меджнун
  - Киркук
  - Западная Курна
  - Восточный Багдад
  - Эль-Самария
  - Зубайр
- Иран
  - Фердоус/Заге/Маунд
  - Азадеган
  - Ядаваран
  - Южный Парс
  - Даште-Абадан
  - Лулу-Эсфандиар
  - Ферейдун-Марджан
  - Марун
  - Гечсаран
  - Агаджари
  - Бибе-Хекиме
  - Рамин
- Казахстан
  - Карашыганак
  - Жамбыл
  - Узень
  - Дахран
  - Каракудук
  - Курмангазы
  - Жамбай Южный
  - Тенгиз
  - Кашаган
- Катар
  - Северное
  - Дукхан
- Китай
  - Блок Наньпу
  - Тахэ
  - Шэнли
  - Дацин
  - Пенглай
  - Луньнань
- Кувейт
  - Большой Бурган
  - Раудатайн-Сабрия
- Ливия
  - Серир
- Мексика
  - Чиконтепек
  - Группа месторождении Кантарел
- ОАЭ
  - Баб
  - Аль-Закум
- Норвегия
  - Статфорд
  - Осеберг
- Россия
  - Приобское
  - Самотлорское
  - Ромашкинское
  - Мамонтовское
  - Юрубченское
  - Фёдоровское
  - Салымская группа
  - Западно-Камчатский шельф
  - Среднеботуобинское
- Саудовская Аравия
  - Абу-Сафа
  - Аль-Гавар
  - Сафания-Хафджи
  - Манифа
  - Хурайс
  - Шаейбах
  - Ферейдун-Марджан
- Узбекистан
  - Урга-Куаныш-Акчалак